# 인도집박쥐
인도집박쥐(Pipistrellus coromandra)는 애기박쥐과에 속하는 박쥐의 일종이다. 아프가니스탄과 방글라데시, 부탄, 캄보디아, 인도, 미얀마, 네팔, 파키스탄, 스리랑카, 태국 그리고 베트남에서 발견된다.

## 특징
머리부터 몸까지 몸길이는 8~9cm이다. 전완장은 3cm, 날개 폭은 19~22cm이다. 몸무게는 9~13g이다.